# محافظة أبو عريش
محافظة أبو عريش هي محافظة سعودية تتبع لإمارة منطقة جازان، جنوب غرب المملكة العربية السعودية، وحاضرتها مدينة أبو عريش، ويتبع المحافظة عدد من المراكز والقرى.

## جغرافياً

### المساحة
تقدر مساحة المحافظة بحوالي 900 كم2.

### السكان
- بلغ عدد سكان محافظة محافظة أبو عريش (187,060) نسمة حسب تعداد السعودية 2022، عدد السعوديين (139,518) نسمة، وعدد غير السعوديين (47,542) نسمة.[5]
- قدر عدد سكان محافظة أبو عريش (197.112) نسمة حسب إحصائية عام 2010 م.[6]

## التقسيم الإداري

### المدن و القرى التابعة لمدينة أبوعريش
- حاكمة أبي عريش
- رح الحجاجة
- سلامة الدراج
- المعايدة
- العقدة
- قامرة
- فلس (البيض الأعلى)
- البيض (الأسفل)
- رماده السفلى
- العسيلة
- قرية القويعية
- رح آل مطاعن
- قرية أم الحجل
- قرية الجربة
- قرى عياش
- أبو الغرفة
- أبو السلامة
- الوحم
- الكرس
- العشة الحمراء
- أبو الجهوة
- الجيبة
- الحيلة
- خضيرة عياش
- الكداري
- الدوشية
- وادي الرباح
- أبو لهب
- زبارة الحفاش
- سلام بني واصل
- السادلية
- البديع والقرفي
- الشابطة
- المريخية
- الأساملة
- بحرة
- البخته
- حرجة عياش
- مبترية
- بديع الخرم
- كعلول
- بير الجبلي
- المهدج
- المجصص
- أبو النورة
- السد
- قرية الخزنة
- قرية الخشابية
- قرية صديقة
- قرية رح الجدور

## الزراعة
تعتبر محافظة أبو عريش واحدة من أهم المحافظات الزراعية في المنطقة لصلاحية أرضها ووفرة مائها وقد أنشأت وزارة الزراعة والمياه مشروع متكامل من ثلاث مرافق هي:
- سد وادي جازان لحجز مياه خمسة أودية افتتح عام 1390هـ بطاقة تخزينية تبلغ 71 مليون متر مكعب.
- شبكة ري حديثة بطول 50 كم.
- مركز ابحاث عام 1392هـ والذي تم التعرف فيه على أنسب المحاصيل الزراعية الملائمة لظروف المنطقة مثل محاصيل الأعلاف والحبوب والخضار والفاكهة.

وافتتح في عام 1407هـ فرع وزارة الزراعة الذي يضطلع بتقديم الخدمات المباشرة للمزارعين في مجالات:
- الإنتاج النباتي الذي يشمل الإرشاد الزراعي وقاية المزروعات وتقديم الإعانات لمزارعي الحبوب.
- الإنتاج الحيواني توجيه المربيين إلى وسائل التربية والتغذية الحديثة لإنتاج الحليب أو اللحم تقديم الخدمات البيطرية الوقائية والصلاحية.

وفي عام 1421 هـ أنشئ مختبر تحليل التربة والمياه والنبات لاجراء التحاليل التي يتطلبها البحث العلمي وكذلك تحليل عينات التربة والمياه للمزارعين.

## المعالم الأثرية والسياحية
- قلعة دار النصر.
- مسجد القبب (أبو عريش).
- الجدور (درب النجا).
- سوق الأربعاء (سوق الصميل).
- مدينة جازان العليا.
- بحيرة السد.
- دوار العشة.
- الظاهر.
- الخزان الشمالي.
- نجران هو موقع أثري بمسمى نجران، أُهمل وهو الآن موقع مدرسة الحسن بن الهيثم.

## الصحة
يوجد في نطاق المحافظة ثلاثة من أهم مستشفيات المنطقة وهي مستشفى الملك فهد المركزي الذي يعد أكبر مستشفى في منطقة جازان وأيضاً مستشفى الأمراض الصدرية بالإضافة إلى مستشفى القوات المسلحة.
ويوجد بالمدينة حاضرة المحافظة مستشفى عام سعة 150 سرير يضم مختلف التخصصات الطبية بالإضافة إلى ستة عشر مركز رعاية أولية إثنين منها في المدينة والبقية موزعة على القرى المجاورة لها، ومن أبرز المستشفيات:
- مستشفى الملك فهد المركزي بجازان
- مستشفى أبو عريش العام
- مستشفى الأمراض الصدرية
- مستشفى القوات المسلحة
- مستشفى جراش الطبي
- مستوصف الصفوة لطب الأسنان
- مستوصف السلامة
- مستوصف المريع الطبي
- مجمع الحكمي الطبي
- مركز د.ضيف الله دقدقي
- مركز الحياة التخصصي
- مركز طب الحياة